# Шиаверано, Джовани
Джавани Шиаверано Мерой (исп. Giovani Chiaverano Meroi; род. 21 мая 2005) — аргентинский футболист, нападающий клуба «Ньюэллс Олд Бойз».

## Клубная карьера
Шиаверано — воспитанник клуба «Ньюэллс Олд Бойз». 31 октября 2023 года в матче против «Платенсе» он дебютировал в аргентинской Примере. 26 января 2024 года в поединке против «Сентраль Кордова» Джовани забил свой первый гол за «Ньюэллс Олд Бойз». 